# Algyroides
Algyroides é um género de répteis escamados pertencente à família Lacertidae.

## Espécies
Suas espécies são:
- Algyroides fitzingeri
- Algyroides marchi
- Algyroides moreoticus
- Algyroides nigropunctatus